# Jagdstaffel 36
A Jagdstaffel 36, conhecida também por Jasta 36, foi um esquadra de aeronaves da Luftstreitkräfte, o braço aéreo das forças armadas alemãs durante a Primeira Guerra Mundial. No total, a esquadra abateu 109 aeronaves inimigas e 11 balões inimigos.

## Aeronaves
- Albatros D.III
- Fokker Dr.I
- Fokker D.VII
- Fokker D.VIII